# 사이토 기요시
사이토 기요시(일본어: 斉藤 紀由, 1982년 10월 11일~)는 일본의 전 축구 선수이다.

## 구단 경력
과거 로아소 구마모토에서 활동하였다.